# Cratere König

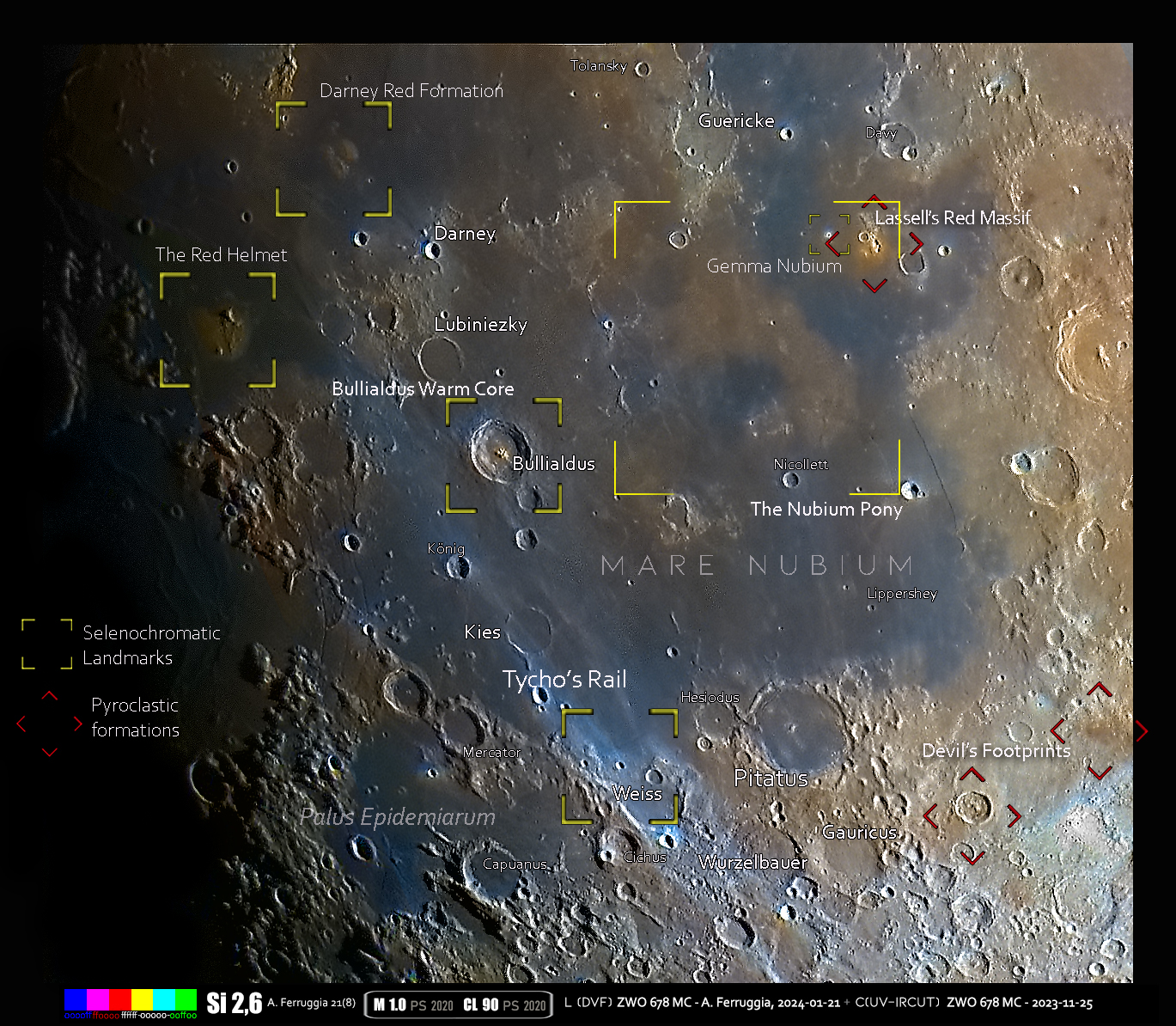
Area del cratere in formato Si

König è un cratere lunare di 22,86 km situato nella parte sud-occidentale della faccia visibile della Luna.
Il cratere è dedicato all'astronomo austriaco Rudolf König.

## Crateri correlati
Alcuni crateri minori situati in prossimità di König sono convenzionalmente identificati, sulle mappe lunari, attraverso una lettera associata al nome.
| König | Coordinate            | Diametro (in km) |
| ----- | --------------------- | ---------------- |
| A     | 24°46′48″S 24°05′24″W | 3,32             |